# Старые Лащи
Ста́рые Лащи́ (тат. Иске Лашчы) — деревня в Буинском районе Республики Татарстан, в составе Черки-Кильдуразского сельского поселения.

## География
Деревня находится в 1 км от реки Свияга, в 21 км к северу от районного центра, города Буинска. Деревня расположена смежно селу Черки-Кильдуразы.

## История
Окрестности деревни были обитаемы в булгарский период, о чём свидетельствует археологический памятник — Старолащевское селище (булгарский памятник домонгольского периода).
Деревня упоминается в первоисточниках с 1646 года.
В сословном отношении, вплоть до 1860-х годов жителей деревни причисляли к государственным крестьянам. Их основными занятиями в то время были земледелие, скотоводство.
В «Списке населенных мест по сведениям 1859 года», изданном в 1866 году, населённый пункт упомянут как казённая деревня Старые Лащи 2-го стана Тетюшского уезда Казанской губернии. Располагалась при реке Лаще, по левую сторону почтового тракта из Казани в Симбирск, в 40 верстах от уездного города Тетюши и в 10 верстах от становой квартиры во владельческом селе Знаменское (Чипчаги). В деревне в 52 дворах жили 334 человек (174 мужчины и 160 женщин). Была мечеть.
По сведениям из первоисточников, в начале XX столетия в деревне действовали мечеть и медресе.
С 1929 года в деревне работали коллективные сельскохозяйственные предприятия, с 1999 года — сельскохозяйственные предприятия в форме ООО.
Административно, до 1920 года деревня относилась к Тетюшскому уезду Казанской губернии, с 1920 года — к кантонам ТАССР, с 1930 года — к Буинскому району Татарстана.

## Население
Динамика
По данным переписей, население деревни увеличивалось с 62 душ мужского пола в 1782 году до 759 человек в 1908 году. В последующие годы численность населения деревни уменьшалась и в 2015 году составила 289 человек.
Национальный состав
Согласно результатам переписи 2002 года, в национальной структуре населения села татары составляли 97% из 325 человек.

## Экономика
Жители работают преимущественно в ООО «Коммуна», занимаются полеводством, животноводством.